# 叫卖第49组
《叫卖第49组》（英語：The Crying of Lot 49）又译作《拍卖第49批》是托马斯·品钦最短的长篇小说，於1966年出版。该书常被当成品钦最易读懂的小说。 小说叙述了一名名叫Oedipa Maas的妇女，揭露出两个历史悠久的邮政公司：「驛馬當先」與「特里斯特罗」之间可能的斗争的故事。前者真实存在，是第一家分发邮件的公司，后者是品钦的艺术创造。这篇小说被认为是后现代主义的典型范例之一。